# Glaciar Tschierva
O Glaciar Tschierva  (em romanche:  Vadret da Tschierva) é uma geleira com 4 km de comprimento (medida de 2005) situado na cordilheira Bernina, no cantão dos Grisões, na Suíça. Em 1973 tinha uma área de 6,2 km².

## Etimologia
Com o mesmo nome Tschierva, que quer dizer cervo (veado), existe o Piz Tschierva, o Glaciar Tschierva e a cabana  Tschierva no flanco meridional do glaciar.